# Chadderton FC
Chadderton FC är en fotbollsklubb från Chadderton, Greater Manchester. Klubben grundades 1947 och spelar för närvarande i North West Counties Football League, division två.